# Digitalisierung

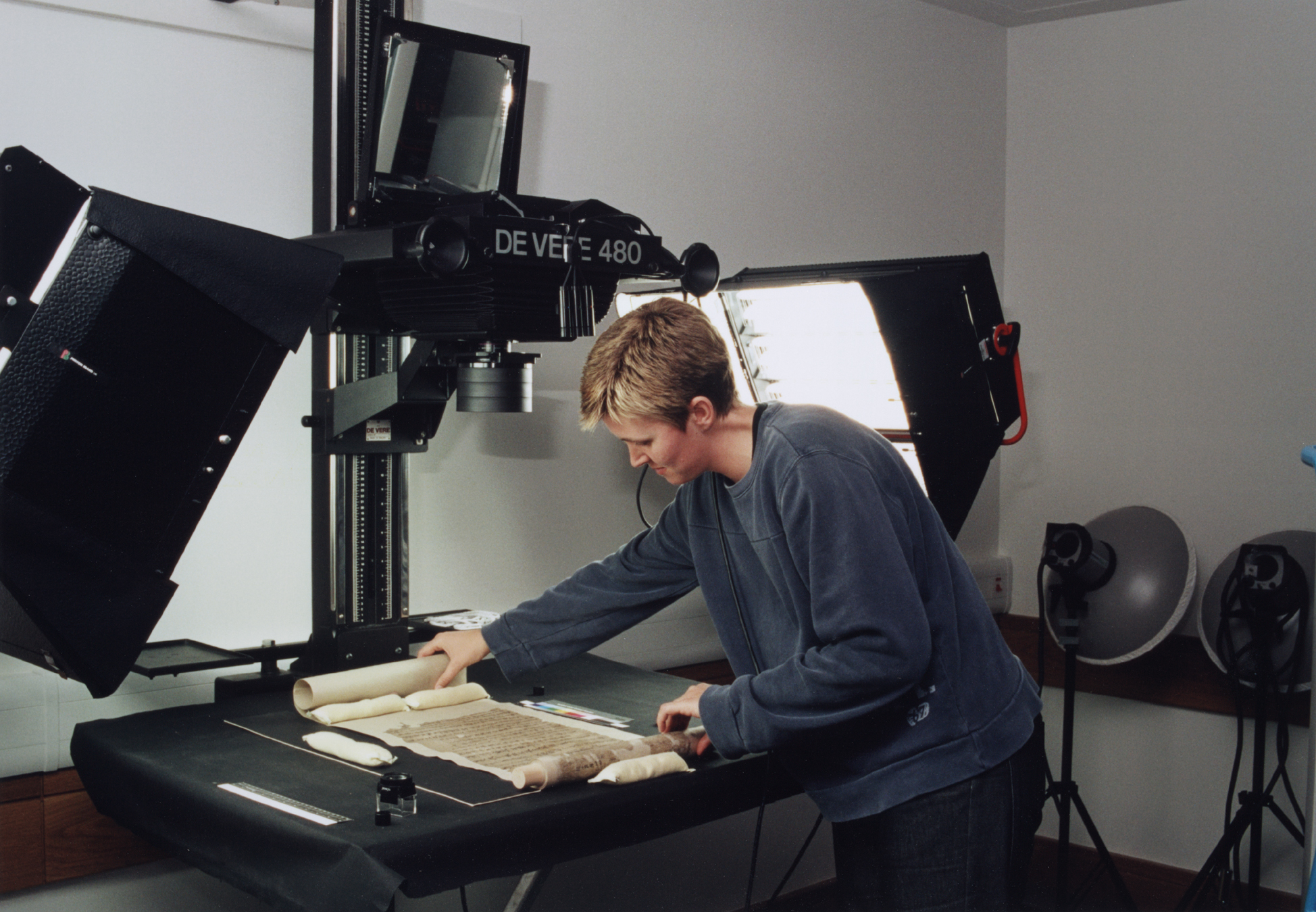
Digitalisierung in der British Library

Unter Digitalisierung (von lateinisch digitus ‚Finger‘ und englisch digit ‚Ziffer‘) versteht man die Umwandlung von analogen, d. h. stufenlos darstellbaren Werten bzw. das Erfassen von Informationen über physische Objekte in Formate, welche sich zu einer Verarbeitung oder Speicherung in digitaltechnischen Systemen eignen. Die Information wird hierbei in ein digitales Signal umgewandelt, das nur aus diskreten Werten besteht. Zunehmend wird unter Digitalisierung auch die Nutzung primär digitaler Repräsentationen, zum Beispiel durch Digitalkameras oder digitale Tonaufzeichnungssysteme verstanden. Die Möglichkeit der informationstechnischen (Weiter-)Verarbeitung ist ein Prinzip, das allen Erscheinungsformen der Digitalen Revolution und der Digitalen Transformation im Wirtschafts-, Gesellschafts-, Arbeits- und Privatleben zugrunde liegt.

## Ausweitung des Begriffsumfangs
Das Verb digitize taucht im englischen Sprachraum 1953 erstmals auf, digitization im Jahr 1954. Spätestens seit Mitte der 1980er Jahre wurde der daraus abgeleitete Begriff der Digitalisierung in Deutschland verwendet.
Seit etwa 2013 wird – so zeigen Google-Suchanfragen – der Begriff der Digitalisierung in der deutschsprachigen medialen Öffentlichkeit immer seltener im Sinne der ursprünglichen Bedeutung (Umwandlung von analogen in digitale Datenformate) verwendet, sondern fast ausschließlich (und zunehmend unbestimmt) im Sinne der umfassenden Megatrends der digitalen Transformation und Durchdringung aller Bereiche von Wirtschaft, Staat, Gesellschaft und Alltag. Dabei geht es um „die zielgerichtete Identifikation und das konsequente Ausschöpfen von Potenzialen, die sich aus Digitaltechnik ergeben“. Dort wird auch von „Digitalisierungsfähigkeit“ gesprochen, was wie viele andere Zusammensetzungen mit „Digitalisierung“ semantisch unsinnig ist.
Oft werden alle Formen technisch vernetzter digitaler Kommunikation wie Breitbandkommunikation, Internet der Dinge, E-Commerce, Smart Home oder Industrie 4.0 undifferenziert unter das Schlagwort subsumiert. Peter Mertens, Dina Barbian und Stephan Baier zeigen die zunehmend inflationäre und fragwürdige Verwendung des Begriffs auf, der nicht nur einen wichtigen Trend markiert, sondern auch Merkmale einer Mode (Hype, fad) trägt. Diese Mode sei mit allzu optimistischen Erwartungen und Machbarkeitsillusionen verbunden; ihre Realisierung könne zu riskanten Übertreibungen und Fehlinvestitionen führen. So ist von 2013 bis 2017 die Zahl der Google-Suchanfragen für „Digitalisierung“ und „Industrie 4.0“ um etwa 600 bis 700 Prozent gestiegen, ein klassisches Anzeichen für einen Hype.
Tatsächlich erhöht die technisch vernetzte digitale Kommunikation die Vielfalt technisch-organisatorischer Lösungsmöglichkeiten erheblich. Daher schafft sie keine langfristig stabilen Strukturen, sondern erhöht deren Flexibilität und Komplexität und reduziert ihre Berechenbarkeit durch die von ihr angestoßenen Prozesse disruptiven Wandels.
- Siehe dazu Digitale Revolution und (mit Bezug auf Geschäftsmodelle von Unternehmen und ganzen Branchen) Digitale Transformation

Die folgenden Ausführungen beziehen sich vorrangig auf die Digitalisierung im ursprünglichen, engeren Sinne als Prozess der Datenumwandlung.

## Grundlagen
Die Digitalisierung als Erstellung digitaler Repräsentationen hat den Zweck, Informationen digital zu speichern und für die elektronische Datenverarbeitung verfügbar zu machen. Sie begann historisch meist mit einem analogen Medium (Photonegativ, Diapositiv, Tonband, Schallplatte). Das Produkt einer solchen Digitalisierung wird mitunter als Digitalisat bezeichnet. Zunehmend wird unter Objektdigitalisierung jedoch auch die Erstellung primär digitaler Repräsentationen mittels digitaler Video-, Foto- oder Tonaufzeichnung verstanden. Hier wird der Begriff Digitalisat gewöhnlich nicht verwendet.
Erste Versuche zur Digitalisierung analoger Informationen gehen auf Leibniz’ Binärkalkül und kryptographische Experimente des 17. Jahrhunderts zurück. Pläne zum Bau einer digitalen Rechenmaschine scheiterten an den damaligen Grenzen der Mechanik. Erste praktisch bedeutsame ingenieurtechnische Umsetzungen des Prinzips finden sich in Form der Kartensteuerung des Jacquardwebstuhls und der Telegrafie. Grundlagen der papierlosen Speicherung und Verarbeitung von Digitaldaten waren die Flipflop-Schaltung 1918, die – dauernde Spannungsversorgung vorausgesetzt – ein Bit über unbegrenzte Zeit speichern kann, ferner die Elektronenröhre und der Transistor (1947). Für die massenhafte Speicherung und Verarbeitung existieren seit den 1960er Jahren immer leistungsfähigere Speichermedien und seit den 1970er Jahren Mikroprozessoren.
Es wird geschätzt, dass 2007 bereits 94 Prozent der weltweiten technologischen Informationskapazität digital war (nach lediglich 3 Prozent im Jahr 1993). Auch wird angenommen, dass es der Menschheit im Jahr 2002 zum ersten Mal möglich war, mehr Information digital als analog zu speichern (der Beginn des „Digitalen Zeitalters“).
Die zu digitalisierende Größe kann alles sein, was mittels Sensoren messbar ist. Typische Beispiele sind:
- Schalldruck bei Tonaufnahmen mit einem Mikrofon,
- Helligkeit bei Bild- und Videoaufnahmen mit einem Bildsensor (siehe auch Bilderzeugung),
  - mithilfe von speziellen Programmen auch Text aus einem gescannten Dokument heraus,
- Kräfte durch Schwere oder Beschleunigung
- Temperatur,
- magnetische oder elektrische Feldstärke

Der Sensor misst die physikalische Größe und gibt sie in Form einer – noch analogen – elektrischen Spannung oder einem elektrischen Strom wieder. Dieser Messwert wird anschließend mit einem Analog-Digital-Umsetzer in einen digitalen Wert, in Form eines (meist elektrischen) Digitalsignals, umgesetzt. Dieser Vorgang kann einmalig oder in regelmäßigen zeitlichen Abständen erfolgen. Von hier an sind die Messgrößen digitalisiert und können von einem digitaltechnischen System (zum Beispiel dem Heim-PC oder auch digitalen Signalprozessoren) weiterverarbeitet oder gespeichert werden, zum Beispiel auch in einem nicht flüchtigen Speicher wie einer Compact Disc oder einem USB-Stick.
Die heutige Digitaltechnik verarbeitet in der Regel ausschließlich binäre Signale. Da bei diesen nur zwischen zwei Signalzuständen unterschieden werden muss („0“ oder „1“ beziehungsweise „low“ oder „high“), sind dadurch die Anforderungen an die Genauigkeit der Bauteile geringer – und infolgedessen auch die Produktionskosten.

## Systeminterne Repräsentation digitaler Daten
Wie die digitalisierten Werte anschließend im System intern dargestellt werden, hängt vom jeweiligen System ab. Hierbei muss zunächst die speicherunabhängige Kodierung und anschließend die Speicherung von Informationsblöcken unterschieden werden. Die Kodierung und das Format hängen von der Art der Information, den verwendeten Programmen und auch der späteren Nutzung ab. Die Speicherung kann im flüchtigen Arbeitsspeicher oder persistent zum Beispiel in Datenbanksystemen oder unmittelbar in einem Dateisystem als Dateien erfolgen.
Hierbei sind Dateiformate von wesentlicher Bedeutung, welche sowohl die binäre Kodierung als auch Metadaten standardisieren. Beispiele sind zum Beispiel Textdateien in ASCII oder Unicode-Kodierung, Bildformate, oder Formate für Vektorgrafiken, welche zum Beispiel die Koordinaten einer Kurve innerhalb einer Fläche oder eines Raumes beschreiben.

## Schnittstellen in die physische Welt
Mit Blick auf die Prozessdigitalisierung sind Schnittstellen zwischen der digitalen Welt und der Außenwelt von entscheidender Bedeutung. Digitale Information wird auf analogen Geräten ausgegeben oder an physischen Gütern angebracht, um von Menschen oder von der gleichen Maschine zeitversetzt oder von anderen Maschinen erneut gelesen werden zu können.
Hierzu zählen neben klassischen Techniken wie der Ausgabe digitaler Information auf Trägermaterialien wie Papier mittels menschenlesbaren Zeichen (und deren Rückverwandlung durch Texterkennung) auch spezialisierte Techniken wie Strichcodes, 2D-Code (zum Beispiel QR-Code) oder Funknetze, die im Internet der Dinge auch ohne Sichtkontakt und ohne elektrische Verbindung zur Kommunikation zwischen Geräten verwendet werden (zum Beispiel über Wireless Local Area Networks (WLAN) oder mit Radio Frequency Identification (RFID)).
Von realen Objekten oder Prozessen können digitale Zwillinge modelliert werden, mit denen virtuelle Simulationen durchgeführt werden können, ohne die Realität zu beeinflussen.

## Digitalisate
Das Endprodukt von Mediendigitalisierungen wird häufig – in Anlehnung an Begriffsbildungen wie Kondensat oder Korrelat – Digitalisat genannt.
Beispiel AEin Foto wird für den Druck digitalisiert:
- Es entsteht eine Datei mit den gewünschten Bildpunkten.

Beispiel BEine Seite mit Text und Fotos wird digitalisiert, der Text per Texterkennung (OCR) in weiterbearbeitbare Form gebracht und diese beiden im Originalsatz (Layout) mithilfe einer Auszeichnungssprache beispielsweise als PDF-Datei gespeichert:
- Die entstandene PDF-Datei besteht aus mehreren Einzelelementen: Raster-, Vektor- und Textdaten.
- Durch das Format PDF werden die Einzelelemente auf jeweils speichersparende Art in einer Datei untergebracht.
- Die Einzelelemente stellen vollwertige und nutzbare Digitalisierungen (Digitalisate einzelner Teile) dar. Aber erst die Verbindung der Einzelelemente im Endprodukt erzeugt eine echte Reproduktion, denn diese Datei verknüpft die Einzelelemente in der ursprünglichen Anordnung, ist also eine verlegerisch korrekte Wiedergabe des Originals.

## Vor- und Nachteile
Das Vorliegen von Informationen und Daten in digitaler Form besitzt unter anderem folgende Vorteile:
- Digitale Daten erlauben die Nutzung, Bearbeitung, Verteilung, Erschließung und Wiedergabe in elektronischen Datenverarbeitungssystemen.
- Digitale Daten können maschinell und damit schneller verarbeitet, verteilt und vervielfältigt werden.
- Sie können (auch wortweise) durchsucht werden.
- Der Platzbedarf ist deutlich geringer als bei anderen Formen der Archivierung
- Auch bei langen Transportwegen und nach vielfacher Bearbeitung sind Fehler und Verfälschungen (zum Beispiel Rauschüberlagerungen) im Vergleich zur analogen Verarbeitung gering oder können ganz ausgeschlossen werden.

Ein weiterer Grund für die Digitalisierung analoger Inhalte ist die Langzeitarchivierung. Geht man davon aus, dass es keinen ewig haltbaren Datenträger gibt, ist ständige Migration ein Faktum. Fakt ist auch, dass analoge Inhalte mit jedem Kopiervorgang an Qualität verlieren. Digitale Inhalte bestehen hingegen aus diskreten Werten, die entweder lesbar und damit dem digitalen Original gleichwertig sind, oder nicht mehr lesbar sind, was durch redundante Abspeicherung der Inhalte beziehungsweise Fehlerkorrekturalgorithmen verhindert wird.
Schließlich können analoge Originale durch Erstellung digitaler Benutzungskopien geschont werden. Denn viele Datenträger, darunter Schallplatten, analog vorliegende Spielfilme und Farb-Diapositive, verlieren allein durch die Wiedergabe oder auch nur einfache Alterungsprozesse an Qualität. Auch gedruckte Bücher oder Zeitungen und Archivalien leiden unter Benutzung und können durch Digitalisierung geschont werden.
Es sei angemerkt, dass der Schritt der Digitalisierung grundsätzlich mit Qualitätsverlust bzw. Informationsverlust verbunden ist, weil die Auflösung „endlich“ bleibt. Ein Digitalisat kann jedoch in vielen Fällen so genau sein, dass es für einen Großteil der möglichen (auch zukünftigen) Anwendungsfälle ausreicht. Wenn diese Qualität durch das Digitalisat erreicht wird, spricht man von Preservation Digitisation, also der Digitalisierung zur Erhaltung (= Ersetzungskopie). Der Begriff verkennt jedoch, dass nicht alle zukünftigen Anwendungsfälle bekannt sein können. Beispielsweise ermöglicht eine hochauflösende Fotografie zwar das Lesen des Texts einer Pergamenthandschrift, kann aber zum Beispiel nicht für physikalische oder chemische Verfahren zur Altersbestimmung der Handschrift verwendet werden. Aus diesem Grund ist es auch hoch umstritten, beispielsweise Zeitungen und Bücher, die aufgrund ihrer minderwertigen Papierqualität nur durch aufwendige Restaurierung erhalten werden könnten, stattdessen zu digitalisieren und die Originale zu entsorgen.

## Historische Entwicklung
Die Digitalisierung hat eine lange Entwicklung hinter sich. Bereits vor langer Zeit wurden Universalcodes verwendet. Historisch frühe Beispiele dafür sind der Jacquardwebstuhl (1805), die Brailleschrift (1829) und das Morsen (ab 1837). Das Grundprinzip, festgelegte Codes zur Informationsübermittlung zu benutzen, funktionierte auch bei technisch ungünstigen Bedingungen per Licht- und Tonsignal (Funktechnik, Telefon, Telegrafie). Später folgten Fernschreiber (unter anderem unter Verwendung des Baudot-Codes), Telefax und E-Mail. Die heutigen Computer verarbeiten Informationen ausschließlich in digitaler Form.
In der Wissenschaft ist Digitalisierung im Sinne der Veränderung von Prozessen und Abläufen aufgrund des Einsatzes digitaler Technik (Digitale Revolution, Digitale Transformation) ein querschnittliches Thema in vielen Wissenschaftsdisziplinen. Die technische Entwicklung ist dabei Kernthema in der Informatik, die wirtschaftlich-technische Entwicklung Kernthema in der Wirtschaftsinformatik. Im deutschsprachigen Raum entstand der erste Lehrstuhl, der offiziell den Begriff der Digitalisierung als Hauptaufgabe aufgreift, 2015 an der Universität Potsdam.

## Bereiche der Digitalisierung
Rein technisch gesehen wird der Prozess der Digitalisierung von einem Analog-Digital-Umsetzer durchgeführt, welcher analoge Eingangssignale in festgesetzten Intervallen, seien dies nun Zeitintervalle bei linearen Aufzeichnungen wie in der Messtechnik (siehe auch Digitale Messtechnik) oder der Abstand der Fotozellen beim Scannen, misst (siehe auch Abtastrate) und diese Werte mit einer bestimmten Genauigkeit (siehe Quantisierung) digital codiert (siehe auch Codec). Je nach Art des analogen Ausgangsmaterials und des Zwecks der Digitalisierung werden verschiedene Verfahren eingesetzt.

### Digitalisierung von Texten
Bei der Digitalisierung von Text wird das Dokument zuerst genauso wie ein Bild digitalisiert, das heißt gescannt. Soll das Digitalisat das ursprüngliche Aussehen des Dokumentes möglichst genau wiedergeben, erfolgt keine weitere Verarbeitung und es wird nur das Bild des Textes abgespeichert.
Wenn der sprachliche Inhalt der Dokumente von Interesse ist, so wird das digitalisierte Textbild von einem Texterkennungsprogramm in einen Zeichensatz übersetzt (zum Beispiel ASCII oder bei nicht-lateinischen Buchstaben Unicode) und anschließend der erkannte Text gespeichert. Der Speicherbedarf ist dabei erheblich geringer als für das Bild. Allerdings gehen unter Umständen Informationen verloren, die nicht im reinen Text dargestellt werden können (zum Beispiel die Formatierung).
Eine weitere Möglichkeit ist die Kombination aus beidem, dabei wird neben dem digitalisierten Bild des Textes noch der Inhalt erkannt und als Metadaten hinterlegt. So kann im Text nach Begriffen gesucht werden, aber dennoch das (digitalisierte) Originaldokument angezeigt werden (zum Beispiel bei Google Books).

### Digitalisierung von Bildern
Um ein Bild zu digitalisieren, wird das Bild gescannt, das heißt in Zeilen und Spalten (Matrix) zerlegt, für jeden der dadurch entstehenden Bildpunkte wird der Grauwert bzw. Farbwert ausgelesen und mit einer bestimmten Quantisierung gespeichert. Dies kann durch Scanner, digitale Fotografie, durch satellitengestützte oder medizinische Sensoren erfolgen. Zur finalen Speicherung des Digitalisates können gegebenenfalls Methoden der Bildkompression eingesetzt werden.
Bei einer Schwarz-Weiß-Rastergrafik ohne Grautöne nimmt dann der Wert für ein Pixel die Werte „0“ für „Schwarz“ und „1“ für „Weiß“ an. Die Matrix wird zeilenweise ausgelesen, wodurch man eine Folge aus den Ziffern 0 und 1 erhält, welche das Bild repräsentiert. In diesem Fall wird also eine Quantisierung von einem Bit verwendet.
Um ein Farb- oder Graustufenbild digital zu repräsentieren, wird eine höhere Quantisierung benötigt. Bei Digitalisaten im RGB-Farbraum wird jeder Farbwert eines Pixels in die Werte Rot, Grün und Blau zerlegt, und diese werden einzeln mit derselben Quantisierung gespeichert (maximal ein Byte/Farbwert = 24 Bit/Pixel). Beispiel: Ein Pixel in reinem Rot entspricht R=255, G=0, B=0.
Im YUV-Farbmodell können die Farbwerte eines Pixels mit unterschiedlicher Quantisierung gespeichert werden, da hierbei die Lichtstärke, welche vom menschlichen Auge genauer registriert wird, von der Chrominanz (= Farbigkeit), die das menschliche Auge weniger genau registriert, getrennt sind. Dies ermöglicht ein geringeres Speichervolumen bei annähernd gleicher Qualität für den menschlichen Betrachter.
In Großformatscannern werden die einzelnen Farbauszüge der Druckfilme eingescannt, zusammengefügt und „entrastert“, damit die Daten wieder digital für eine CtP-Belichtung vorhanden sind.

### Digitalisierung von Audiodaten
Die Digitalisierung von Audiodaten wird oft als „Sampling“ bezeichnet. Zuvor in analoge elektronische Schwingungen verwandelte Schallwellen (etwa aus einem Mikrofon) werden stichprobenartig schnell hintereinander als digitale Werte gemessen und gespeichert. Diese Werte können umgekehrt auch wieder schnell hintereinander abgespielt und zu einer analogen Schallwelle „zusammengesetzt“ werden, die dann wieder hörbar gemacht werden kann. Aus den gemessenen Werten würde sich eigentlich bei der Rückumwandlung eine eckige Wellenform ergeben: Je niedriger die Sampling-Frequenz ist, umso eckiger ist die Wellenform bzw. das Signal. Dies kann sowohl durch mathematische Verfahren reduziert werden (Interpolation, vor der D/A-Wandlung) als auch durch analoge Filter vermindert werden. Die Bittiefe bezeichnet beim Sampling den „Raum“ für Werte in Bits, die u. a. für die Auflösung des Dynamikumfangs notwendig sind. Ab einer Samplingfrequenz von 44,1 Kilohertz und einer Auflösung von 16 Bit spricht man von CD-Qualität.
Aufgrund der großen anfallenden Datenmengen kommen verlustfreie und verlustbehaftete Kompressionsverfahren zum Einsatz. Diese erlauben, Audiodaten platzsparender auf Datenträgern zu speichern (s. FLAC, MP3).
Gängige Dateiformate für Audio sind: WAVE, AIFF, FLAC, MP3, AAC, Au oder Ogg Vorbis.
Gängige Umsetzverfahren siehe Analog-Digital-Umsetzer.
Schallplatten können berührungslos softwaregestützt gelesen und digitalisiert werden, indem ein hochauflösendes optisches Digitalisat des Tonträgers von einem Programm „abgetastet“ wird. Dieses Verfahren wird bei der Rekonstruktion historischer Tonaufnahmen verwendet.

### Digitalisierung von archäologischen Objekten
Hierbei handelt es sich meistens um die digitale Erfassung archäologischer Objekte in Schrift und Bild. Alle verfügbaren Informationen (Klassifizierung, Datierung, Maße, Eigenschaften etc.) zu einem archäologischen Objekt (zum Beispiel einem Gefäß, Steinwerkzeug, Schwert) werden digital erfasst, durch elektronische Abbildungen und Zeichnungen ergänzt und in einer Datenbank gespeichert. Anschließend können die Objekte in Form eines Daten-Imports in ein Objekt-Portal wie zum Beispiel museum-digital integriert werden, wo die Objekte für jeden frei recherchierbar sind. Anlass für die Digitalisierung von archäologischen Objekten ist meist die Erfassung größerer Bestände wie archäologische Sammlungen an Museen oder der für die Bodendenkmalpflege zuständigen Ämter, um sie der Öffentlichkeit zu präsentieren. Da im musealen Alltag nie alle Objekte einer Sammlung in Form von Ausstellungen oder Publikationen gezeigt werden können, stellt die Digitalisierung eine Möglichkeit dar, die Objekte dennoch der breiten Öffentlichkeit und auch der wissenschaftlichen Welt zu präsentieren. Außerdem wird so eine elektronische Bestandssicherung vorgenommen, ein in Hinblick auf den Einsturz des historischen Archives der Stadt Köln nicht unwesentlicher Aspekt.
In besonderen Fällen werden digitale bildgebende, nicht-zerstörende Verfahren verwendet, um die Fundsituation eines Objektes zu dokumentieren und eine Entscheidungsgrundlage für das weitere Vorgehen zur Sicherung und zur Restaurierung zu liefern, beispielsweise beim Goldhort von Gessel.

### Digitalisierung im Gesundheitswesen
Im Gesundheitswesen bieten innovative digitale Anwendungen aus der Telemedizin neue Möglichkeiten, die Effektivität und Effizienz der Leistungserbringung zu steigern, die Versorgung der Patienten zu verbessern und die Transparenz der Leistungs- und Wertschöpfungsprozesse zu erhöhen.
Durch eine intelligente elektronische Datennutzung können Ärzte, Schwestern, Pfleger und andere Leistungserbringer von administrativen und routinemäßigen Tätigkeiten entlastet werden, um die Qualität der Gesundheitsversorgung auch im ländlichen Raum deutlich zu verbessern.
Zur Digitalisierung der gesundheitlichen Versorgung entstand der Begriff E-Health. Bei den Gesundheitsämtern in Deutschland werden Systeme wie SORMAS und DEMIS eingesetzt. Die Digitalisierung läuft ansonsten sehr schleppend, oft werden noch Faxgeräte verwendet.

### Digitalisierung der Produktionstechnik
Zur Digitalisierung der Produktionstechnik gehören Entwurfs- und Codeerstellungsverfahren (CAD, CAM), Fertigungsverfahren (zum Beispiel mithilfe von CNC-Maschinen oder 3D-Druck) und Montageverfahren (zum Beispiel mit Industrierobotern). Die zunehmende Vernetzung erfordert die Gestaltung gemeinsamer Standards, damit sich die immer komplexeren Produktionssysteme steuern lassen.

### Digitalisierung von Verkehr und Logistik
Digital gesteuerte Lagertechnik, Navigationssysteme und digitale Verkehrsleitsysteme stellen wie die Industrie 4.0 spezielle Zweige der technischen Entwicklung dar.

### Digitalisierung in der Landwirtschaft
Die Digitalisierung in der Landwirtschaft schreitet schon voran, seit es den Personal Computer gibt. Waren es zuerst die Buchführung und Schlagdokumentation im Betriebsbüro, die mittels Agrarsoftware zeitsparender erledigt werden konnten, so bewirken seit den 1990er Jahren verschiedene Entwicklungsschübe wie Precision Farming, Smart Farming und zuletzt Digital Farming, dass Computer- und Sensortechnik in aktuellen Landmaschinen weit verbreitet sind. Auch autonome Fahrzeuge, Traktoren und Feldroboter gibt es in der Landwirtschaft inzwischen nicht nur als Prototypen.

### Digitalisierung in der Bildung
In der Bildung macht sich die Digitalisierung in Form elektronischer Hilfen, aber auch zunehmend als Lerngegenstand selbst bemerkbar. Nach ersten experimentellen Anfängen in den 1980er Jahren (Programmierter Unterricht) stagnierte die Entwicklung zunächst wegen der noch unzureichenden und aufwändigen Technik. Die digitalen Medien und Tabletcomputer brachten einen gewissen Durchbruch. Heute werden außerdem Elemente der Robotik, der Künstlichen Intelligenz (KI) sowie der Augmented (AR) und Virtual Reality (VR) eingesetzt. In der Weiterbildung sowie seit der COVID-19-Pandemie insbesondere auch in den Schulen treten Vorteile des orts- und zeitunabhängigen Lernens immer deutlicher hervor.
Auf der anderen Seite wird auch Kritik geäußert, von der Kritik automatisierter Schülerbewertung aufgrund technischer Mängel bis hin zur Forderung zum Verbot digitaler Medien wegen möglicher gesundheitlichen Nebenwirkungen, wie sie z. B. der Psychiater Manfred Spitzer darstellt.
Der Schulpädagoge Klaus Zierer warnt, das Lesen auf Papier sei wichtig, ebenso wie das Schreiben mit der Hand. Ein bloßes Ersetzen von Papier durch Tablets habe keinen positiven, vielfach sogar einen negativen Effekt auf die Lernleistung. So gehen Informationen verloren, weil man auf dem Bildschirm nicht ins vertiefte Lesen komme.

### Digitalisierung der Postzustellung
Postscanservices bieten Kunden die Möglichkeit, ihre physische Briefpost per zeitweisem Nachsendeauftrag an eine Korrespondenzadresse weiterleiten zu lassen, wo sie eingescannt und als digitale Post an den Kunden weitergeleitet wird. Dem Kunden wird in der Regel die physische Post nachträglich zugeschickt. Zu den Anbietern in Deutschland zählen Caya, DropScan, Clevver.io, dogado und die Deutsche Post AG. Ein solcher Service wird auch „digitaler Briefkasten“ oder „digitales Postfach“ genannt.

## Ökonomische und rechtliche Folgen von Digitalisierung
Die grundlegenden Vorteile der Digitalisierung liegen in der Schnelligkeit und Universalität der Informationsverbreitung. Bedingt durch kostengünstige Hard- und Software zur Digitalisierung und die immer stärkere Vernetzung über das Internet entstehen in hohem Tempo neue Anwendungsmöglichkeiten in Wirtschaft, Verwaltung und Alltag. Wenn die Logik von Produktions- und Geschäftsmodellen, Wertschöpfungsketten, Wirtschaftszweigen, Verwaltungsroutinen, Konsummustern oder auch die Alltagsinteraktion und die Kultur einer Gesellschaft dadurch tiefgreifend verändert werden, spricht man von digitaler Transformation. Diese zieht Chancen, aber auch Risiken nach sich. Exemplarisch dafür sind die neuen Anforderungen an das Rechtssystem zu nennen.

### Einfluss auf das Rechtssystem
Die Digitalisierung stellt neue Anforderungen an das Rechtssystem, wobei die Rechtswissenschaft erst vor einigen Jahren begonnen hat, sich mit diesem Problem zu befassen. Die „Theorie des unscharfen Rechts“ geht davon aus, dass sich das Recht insgesamt in einer digitalisierten Umwelt grundlegend ändert. Demzufolge relativiert sich die Bedeutung des Rechts als Steuerungsmittel für die Gesellschaft deutlich, da sich die Ansprüche der Gesellschaft zusätzlich an immateriellen Gütern orientieren, welche die Nationengrenzen überschreiten.
Die Möglichkeit der vereinfachten und verlustfreien Reproduktion von digitalen Inhalten hat zu verschiedenen Konflikten zwischen deren Erstellern und Nutzern geführt. Industrie und Verwertungsgesellschaften reagieren unter anderem mit urheberrechtlicher Absicherung von geistigem Eigentum und der technischen Implementierung von Kopierschutz.
Zudem stärkte die deutsche Verfassungsrechtsprechung die Rechte der Nutzer, indem das Grundrecht auf informationelle Selbstbestimmung den Bürgerinnen und Bürgern die Befugnis erteilte, selbst darüber zu bestimmen, welche ihrer Daten andere verarbeiten können sollen.

### Kostenbetrachtung
Ein wesentliches Merkmal digitaler Inhalte ist eine Veränderung der Kostenstruktur. Eine Kostenreduktion resultiert oft aus den sinkenden Grenzkosten für die Vervielfältigung und den Transport der Informationen zum Beispiel über das Internet. So sinken die Kosten zunächst für jede weitere digitale Kopie. Einmal zentral im Internet zur Verfügung gestellt, können digitale Daten jederzeit und gleichzeitig überall auf der Welt abgerufen werden.
Dagegen können die Kosten durch erhöhte Aufwendungen im Bereich der urheberrechtlichen Absicherung von geistigem Eigentum und der technischen Implementierung von Kopierschutz wieder steigen. Auch Anforderungen an die Sicherheit der Datenübertragung und Zuverlässigkeit der Computeranlagen wirken sich kostensteigernd aus.

### Einfluss auf betriebliche Abläufe in Unternehmen
In den betrieblichen Abläufen eines Unternehmens ermöglicht die Digitalisierung eine Effizienzsteigerung und damit eine Verbesserung ihrer Wirtschaftlichkeit. Dies wird beispielsweise durch die Umwandlung von physischen Dokumenten und analogen Informationen in eine digitale Form realisiert. Viele Unternehmen lassen Dokumente, die sie in physischer Form erhalten, einscannen und per E-Mail verteilen.

### Sicherheit
Durch die Speicherung von Daten auf vernetzten Computern besteht insbesondere für Unternehmen, Politiker und Verbände die Gefahr, dass Hacker Zugang zu diesen Daten bekommen. Auch besteht die Gefahr, dass Daten von unberechtigten Personen ausgewertet, verbreitet und verändert werden. Ein Schutz dagegen ist teilweise nur mit erheblichem technischen Aufwand möglich.

### Arbeitsmarkt
Dieter Balkhausen führte in seinem Buch Die Dritte Industrielle Revolution bereits 1978 aus, bis Ende der 1980er Jahre würden sich 50 Prozent der Arbeitsplätze in Deutschland durch die Mikroelektronik verändern, hatte dabei aber vor allem den Produktionsbereich im Blick (CAD, Einsatz speicherprogrammierbarer Steuerungen z. B. in CNC-Maschinen), wodurch sich Qualifikationsanforderungen verschoben und neue Berufsbilder entstanden (etwa der „Elektroniker Informations- und Telekommunikationstechnik“ oder der „Zerspanungsmechaniker“), aber keine massenhafte Freisetzung von Arbeitskräften erfolgte. Im Büro- und Dienstleistungsbereich und erst recht in der öffentlichen Verwaltung setzten sich digitale Technologien nur zögerlich durch. Die relativ teure sog. Mittlere Datentechnik spielte in den 1970er bis 1990er Jahren vor allem in größeren und Filialunternehmen eine Rolle, während die ersten seit 1984 produzierten deutlich billigeren PCs einen Speicherplatz von gerade einmal 64 kB besaßen und daher nur für wenige Anwendungen wie Textverarbeitung taugte. Hier stieg der Arbeitskräftebedarf durch die neue Technik zunächst an, es kam fast nirgends zu einem Austausch der Belegschaften.
Zu einer eher pessimistischen Beurteilung des möglichen Abbaus von Beschäftigung in Produktion, Handel und verschiedenen Dienstleistungssektoren infolge des Anstiegs der Arbeitsproduktivität (bei gleichzeitigem Wachstum neuer Geschäftsmodelle) kam es mit der flächendeckenden Verbreitung des Web 2.0 und des Smartphones, wobei der Konsument („Prosument“) Tätigkeiten übernimmt, die früher vom Unternehmen durchgeführt wurden. Eine Studie aus dem Jahr 2016 gab für folgende Berufsgruppen Substitutionspotenziale durch die Digitalisierung über 50 % an:
- Fertigungsberufe (z. B. Montagearbeiten) 83 %
- Fertigungstechnische Berufe (z. B. Konstrukteur) 70 %
- Unternehmensbezogene Dienstleistungsberufe 60 %
- Berufe in Unternehmensführung und -organisation 57 %

Am geringsten wurde mit 13 % das Substitutionsrisiko für soziale und kulturelle Dienstleistungsberufe eingeschätzt.
| Unternehmensbereich              | Erwartung: Zuwachs Arbeitsplätze |
| -------------------------------- | -------------------------------- |
| Informationstechnik              | 54 %                             |
| Vertrieb/Kundenservice           | 50 %                             |
| Forschung & Entwicklung          | 43 %                             |
| Marketing                        | 43 %                             |
| Produktion                       | 40 %                             |
| Unternehmensleitung/-entwicklung | 39 %                             |
| Personalwesen                    | 37 %                             |
| Logistik                         | 36 %                             |

Bei einer 2018 durchgeführten Befragung von 868 Entscheidern aus Deutschland, Österreich und der Schweiz durch den Personaldienstler Hays fand sich ein Unterschied zur vorherrschenden Stimmung in der Gesellschaft. Die Befragten rechnen eher mit einer „Chance zu neuen Jobchancen“, dennoch „es sind eine Menge Brüche drin. […] Wir erleben eine Evolution, keine Revolution.“ Studienleiterin war die Direktorin des Instituts für Beschäftigung und Employability der Hochschule Ludwigshafen, Jutta Rump. Als negativ wurde von Führungskräften die Verkleinerung der Kernbelegschaften und die Ersetzung von Tätigkeiten durch Digitaltechnik genannt. Die individuellen Wünsche (Ruhe, Erholung, Aktivität) stehen im Widerspruch zu den Forderungen nach lebenslangen Lernen und Work-Life-Balance. 44 Prozent der Unternehmen vermelden solche Maßnahmen als wichtig, die Umsetzung erfolgt nur bei 32 Prozent. Bei der Führung würden die neuen Arbeitsformen zu wenig beachtet: Eigenverantwortung und Selbstorganisation stünden im Fokus, Teamaspekte würden unterschätzt. Inwieweit Digitalisierung eine Zunahme der Arbeitslosigkeit nach sich zieht, ist umstritten. Jeremy Rifkin befürchtet durch die Digitale Revolution sogar ein „Ende der Arbeit“. Computerprogramme sind jedoch zum Beispiel nur anhand von elektronischen Wort- und Begriffskatalogen (Wörterbuch) in der Lage, einen Text bis zu einem gewissen Grad auf formale Fehler zu überprüfen. Daher werden manche Berufe wie die des Korrektors auch langfristig nicht ganz verschwinden. Demgegenüber entstehen neue Berufsbilder wie Mathematisch-technischer Softwareentwickler.

### Nachhaltigkeit
Durch Digitalisierung entstehen neue Verbrauche von Energie und Ressourcen. Dazu zählen:
- Energieverbrauch: Verbrauch beim Betrieb von IT-Systemen. Weltweit beträgt der Stromverbrauch der Informations- und Kommunikationstechnik im Jahr 2018 etwa 2300 Terawattstunden (TWh). Allein das Internet hat damit einen Anteil von 10 Prozent am weltweiten Stromverbrauch.[26] Knapp vier Prozent der weltweiten CO2-Emissionen gehen heute auf digitale Geräte zurück.[27] Laut einer Studie des Bundeswirtschaftsministeriums betrug der Energiebedarf der Rechenzentren einschließlich der Server-, Speicher- und Netzwerktechnik sowie wesentlicher Infrastruktursysteme 2015 in Deutschland 18 Terawattstunden (entspricht 18 Mrd. Kilowattstunden). Bezogen auf die Informations- und Kommunikationstechnik insgesamt betrug 2015 der Stromverbrauch in Deutschland 48 Terawattstunden,[28] also pro Bundesbürger etwa 600 kWh.
- Ökologische Folgen: Kritisiert wird der Verbrauch von Rohstoffen. Bei der Herstellung eines Laptops gehen nur zirka 2 Prozent der Materialien in das Produkt selbst ein. Der Abbau von Lithium beispielsweise, das für die Akkus verwendet wird, verbraucht enorm viel Wasser.[29]

Probleme treten beim Recycling und bei der Entsorgung insbesondere der privat genutzten Geräte auf. Digitalisierung kann im Einzelfall Energie und Ressourcen einsparen helfen. Ein Beispiel sind intelligente Verkehrsleitsysteme. Allerdings werden häufiger negative als positive Aspekte diskutiert.